# Borgaro Torinese
Borgaro Torinese là một đô thị ở tỉnh Torino trong vùng Piedmont, có vị trí cách khoảng 10 km về phía tây bắc của Torino, nước Ý. Tại thời điểm ngày 31 tháng 12 năm 2004, đô thị này có dân số 13.317 người và diện tích là 14,4 km².
Borgaro Torinese giáp các đô thị: Caselle Torinese, Venaria Reale, Settimo Torinese và Torino.